# Dan Bouchard
Daniel Hector "Dan" Bouchard, född 12 december 1950, är en kanadensisk ishockeytränare och före detta professionell ishockeymålvakt som tillbringade 14 säsonger i den nordamerikanska ishockeyligan National Hockey League (NHL), där han spelade för ishockeyorganisationerna Atlanta Flames, Calgary Flames, Quebec Nordiques och Winnipeg Jets. Han släppte in i genomsnitt 3,26 mål per match och hade 27 nollor (match utan insläppt mål) på 655 grundspelsmatcher. Bouchard spelade också på lägre nivåer för Hershey Bears och Boston Braves i American Hockey League (AHL), Fribourg-Gottéron i Nationalliga A (NLA), Oklahoma City Blazers i Central Hockey League (CHL) och London Knights i Ontario Hockey Association (OHA-Jr.).
Han draftades i andra rundan i 1970 års draft av Boston Bruins som 27:e spelare totalt.
Bouchard har sedan 1995 lett ishockeyverksamheten i idrottsföreningen Life Running Eagles, som tillhör det amerikanska universitetet Life University i Marietta, Georgia.